# Ghita Mezzour
Ghita Mezzour est une entrepreneure et femme politique marocaine. Elle est la fondatrice et dirigeante de DecisiveAI une entreprise spécialisée dans l’accompagnement des organisations dans leur transformation par l’intelligence artificielle, de l’identification des besoins à la mise en œuvre de solutions concrètes, en passant par la formation des équipes.
Elle a exercé les fonctions de ministre déléguée auprès du chef du gouvernement, chargée de la Transition numérique et de la Réforme de l’administration de 2021 à 2024 . Sous son impulsion, plusieurs entreprises multinationales,,, ont établi des centres de recherche et d'innovation technologique au Maroc. Parallèlement, le nombre de jeunes Marocains inscrits dans les filières du numérique, en particulier en intelligence artificielle, big data et cybersécurité, a doublé. Elle a également initié des programmes de soutien au financement des startups,. En septembre 2024, elle a lancé la Stratégie Nationale Maroc Digital 2030, visant à positionner le Maroc comme un hub numérique régional. 
Avant sa nomination au gouvernement, Ghita Mezzour a exercé en tant qu’entrepreneure et enseignante-chercheure. Elle a piloté plusieurs projets d’intelligence artificielle à fort impact socio-économique aux niveaux national et international, portant sur des thématiques telles que l’employabilité des jeunes la cybersécurité, ou la lutte contre les violences faites aux femmes. Elle a également contribué aux travaux de la Commission spéciale sur le nouveau modèle de développement (CSMD), en mobilisant des outils d’intelligence artificielle pour analyser les contributions citoyennes recueillies dans le cadre de la consultation nationale.

## Formation et distinctions
Ghita Mezzour est diplômée de l’École polytechnique fédérale de Lausanne (EPFL), en Suisse, où elle a obtenu un bachelor et un master en systèmes de communication, respectivement en 2006 et 2008. Elle est également titulaire d’un doctorat en génie électrique et informatique de Carnegie Mellon University, aux États-Unis, l’une des universités les plus reconnues au monde dans les domaines de l’intelligence artificielle et des sciences des données. 
Elle a reçu le prix EPFL Alumni Award en 2023 et a été nommée « Rising Star » par le Massachusetts Institute of Technology (MIT) en 2008.